# Dystrykt Monze
Dystrykt Monze – dystrykt w południowej Zambii w Prowincji Południowej. W 2000 roku liczył 163 578 mieszkańców (z czego 49,33% stanowili mężczyźni) i obejmował 26 398 gospodarstw domowych. Siedzibą administracyjną dystryktu jest Monze.